# Liste des représentants des États-Unis pour la Californie
Depuis le recensement de 2020, la Californie dispose de 52 élus à la Chambre des représentants des États-Unis, ce nombre est effectif aux élections de 2022.

## Délégation au 119econgrès (2025-2027)
| District et nom | District et nom       | District et nom | Parti | Parti       | Première élection                            |
| --------------- | --------------------- | --------------- | ----- | ----------- | -------------------------------------------- |
| 1er district    | Doug LaMalfa          |                 |       | Républicain | 3 janvier 2013 (12 ans, 2 mois et 19 jours)  |
| 2e district     | Jared Huffman         |                 |       | Démocrate   | 3 janvier 2013 (12 ans, 2 mois et 19 jours)  |
| 3e district     | Kevin Kiley           |                 |       | Républicain | 3 janvier 2023 (2 ans, 2 mois et 19 jours)   |
| 4e district     | Mike Thompson         |                 |       | Démocrate   | 3 janvier 1999 (26 ans, 2 mois et 19 jours)  |
| 5e district     | Tom McClintock        |                 |       | Républicain | 3 janvier 2009 (16 ans, 2 mois et 19 jours)  |
| 6e district     | Ami Bera              |                 |       | Démocrate   | 3 janvier 2013 (12 ans, 2 mois et 19 jours)  |
| 7e district     | Doris Matsui          |                 |       | Démocrate   | 8 mars 2005 (20 ans et 14 jours)             |
| 8e district     | John Garamendi        |                 |       | Démocrate   | 5 novembre 2009 (15 ans, 4 mois et 17 jours) |
| 9e district     | Josh Harder           |                 |       | Démocrate   | 3 janvier 2019 (6 ans, 2 mois et 19 jours)   |
| 10e district    | Mark DeSaulnier       |                 |       | Démocrate   | 3 janvier 2015 (10 ans, 2 mois et 19 jours)  |
| 11e district    | Nancy Pelosi          |                 |       | Démocrate   | 3 janvier 1987 (38 ans, 2 mois et 19 jours)  |
| 12e district    | Lateefah Simon        |                 |       | Démocrate   | 3 janvier 2025 (2 mois et 19 jours)          |
| 13e district    | Adam Gray             |                 |       | Démocrate   | 3 janvier 2025 (2 mois et 19 jours)          |
| 14e district    | Eric Swalwell         |                 |       | Démocrate   | 3 janvier 2013 (12 ans, 2 mois et 19 jours)  |
| 15e district    | Kevin Mullin          |                 |       | Démocrate   | 3 janvier 2023 (2 ans, 2 mois et 19 jours)   |
| 16e district    | Sam Liccardo          |                 |       | Démocrate   | 3 janvier 2025 (2 mois et 19 jours)          |
| 17e district    | Ro Khanna             |                 |       | Démocrate   | 3 janvier 2017 (8 ans, 2 mois et 19 jours)   |
| 18e district    | Zoe Lofgren           |                 |       | Démocrate   | 3 janvier 1995 (30 ans, 2 mois et 19 jours)  |
| 19e district    | Jimmy Panetta         |                 |       | Démocrate   | 3 janvier 2017 (8 ans, 2 mois et 19 jours)   |
| 20e district    | Vince Fong            |                 |       | Républicain | 21 mai 2024 (10 mois et 1 jour)              |
| 21e district    | Jim Costa             |                 |       | Démocrate   | 3 janvier 2005 (20 ans, 2 mois et 19 jours)  |
| 22e district    | David Valadao         |                 |       | Républicain | 3 janvier 2021 (4 ans, 2 mois et 19 jours)   |
| 23e district    | Jay Obernolte         |                 |       | Républicain | 3 janvier 2021 (4 ans, 2 mois et 19 jours)   |
| 24e district    | Salud Carbajal        |                 |       | Démocrate   | 3 janvier 2017 (8 ans, 2 mois et 19 jours)   |
| 25e district    | Raul Ruiz             |                 |       | Démocrate   | 3 janvier 2013 (12 ans, 2 mois et 19 jours)  |
| 26e district    | Julia Brownley        |                 |       | Démocrate   | 3 janvier 2013 (12 ans, 2 mois et 19 jours)  |
| 27e district    | Georges Whitesides    |                 |       | Démocrate   | 3 janvier 2025 (2 mois et 19 jours)          |
| 28e district    | Judy Chu              |                 |       | Démocrate   | 14 juillet 2009 (15 ans, 8 mois et 8 jours)  |
| 29e district    | Luz Rivas             |                 |       | Démocrate   | 3 janvier 2025 (2 mois et 19 jours)          |
| 30e district    | Laura Friedman        |                 |       | Démocrate   | 3 janvier 2025 (2 mois et 19 jours)          |
| 31e district    | Gil Cisneros          |                 |       | Démocrate   | 3 janvier 2025 (2 mois et 19 jours)          |
| 32e district    | Brad Sherman          |                 |       | Démocrate   | 3 janvier 2003 (22 ans, 2 mois et 19 jours)  |
| 33e district    | Pete Aguilar          |                 |       | Démocrate   | 3 janvier 2015 (10 ans, 2 mois et 19 jours)  |
| 34e district    | Jimmy Gomez           |                 |       | Démocrate   | 11 juillet 2017 (7 ans, 8 mois et 11 jours)  |
| 35e district    | Norma Torres          |                 |       | Démocrate   | 3 janvier 2015 (10 ans, 2 mois et 19 jours)  |
| 36e district    | Ted Lieu              |                 |       | Démocrate   | 3 janvier 2015 (10 ans, 2 mois et 19 jours)  |
| 37e district    | Sydney Kamlager-Dover |                 |       | Démocrate   | 3 janvier 2023 (2 ans, 2 mois et 19 jours)   |
| 38e district    | Linda Sánchez         |                 |       | Démocrate   | 3 janvier 2003 (22 ans, 2 mois et 19 jours)  |
| 39e district    | Mark Takano           |                 |       | Démocrate   | 3 janvier 2013 (12 ans, 2 mois et 19 jours)  |
| 40e district    | Young Kim             |                 |       | Républicain | 3 janvier 2021 (4 ans, 2 mois et 19 jours)   |
| 41e district    | Ken Calvert           |                 |       | Républicain | 3 janvier 1993 (32 ans, 2 mois et 19 jours)  |
| 42e district    | Robert Garcia         |                 |       | Démocrate   | 3 janvier 2023 (2 ans, 2 mois et 19 jours)   |
| 43e district    | Maxine Waters         |                 |       | Démocrate   | 3 janvier 1991 (34 ans, 2 mois et 19 jours)  |
| 44e district    | Nanette Barragán      |                 |       | Démocrate   | 3 janvier 2017 (8 ans, 2 mois et 19 jours)   |
| 45e district    | Derek Tran            |                 |       | Démocrate   | 3 janvier 2025 (2 mois et 19 jours)          |
| 46e district    | Lou Correa            |                 |       | Démocrate   | 3 janvier 2017 (8 ans, 2 mois et 19 jours)   |
| 47e district    | Dave Min              |                 |       | Démocrate   | 3 janvier 2013 (12 ans, 2 mois et 19 jours)  |
| 48e district    | Darrell Issa          |                 |       | Républicain | 3 janvier 2021 (4 ans, 2 mois et 19 jours)   |
| 49e district    | Mike Levin            |                 |       | Démocrate   | 3 janvier 2019 (6 ans, 2 mois et 19 jours)   |
| 50e district    | Scott Peters          |                 |       | Démocrate   | 3 janvier 2013 (12 ans, 2 mois et 19 jours)  |
| 51e district    | Sara Jacobs           |                 |       | Démocrate   | 3 janvier 2021 (4 ans, 2 mois et 19 jours)   |
| 52e district    | Juan Vargas           |                 |       | Démocrate   | 3 janvier 2013 (12 ans, 2 mois et 19 jours)  |

## Délégations historiques
| Congrès      | Partis                                    | Représentants |
| ------------ | ----------------------------------------- | --- |
| 31e congrès  | Ind : 1, D :1                             | George Washington Wright (Ind), Edward Gilbert (D) |
| 32e congrès  | D : 2                                     | Edward C. Marshall (D), Joseph W. McCorkle (D) |
| 33e congrès  | D : 2                                     | Milton S. Latham (D), James A. McDougall (D) |
| 34e congrès  | D : 2                                     | James William Denver (D), Philemon T. Herbert (D) |
| 35e congrès  | D : 2                                     | Joseph C. McKibbin (D), Charles L. Scott (D) |
| 36e congrès  | D : 2                                     | Charles L. Scott (D), John C. Burch (D) |
| 37e congrès  | R : 3                                     | Timothy Guy Phelps (R), Aaron A. Sargent (R), Frederick F. Low (R) |
| 38e congrès  | R : 3                                     | Cornelius Cole (R), William Higby (R), Thomas B. Shannon (R) |
| 39e congrès  | R : 3                                     | Donald C. McRuer (R), William Higby (R), John Bidwell (R) |
| 40e congrès  | D : 2, R : 1                              | Samuel B. Axtell (D), William Higby (R), James Augustus Johnson (D) |
| 41e congrès  | D : 2, R : 1                              | Samuel B. Axtell (D), Aaron A. Sargent (R), James Augustus Johnson (D) |
| 42e congrès  | R : 3                                     | Sherman O. Houghton (R), Aaron A. Sargent (R), John M. Coghlan (R) |
| 43e congrès  | D : 1, R : 3                              | Charles Clayton (R), Horace F. Page (R), John K. Luttrell (D), Sherman O. Houghton (R) |
| 44e congrès  | D : 3, R : 1                              | William Adam Piper (D), Horace F. Page (R), John K. Luttrell (D), Peter D. Wigginton (D) |
| 45e congrès  | D : 1, R : 3                              | Horace Davis (R), Horace F. Page (R), John K. Luttrell (D), Romualdo Pacheco (R) (remplacé par Peter D. Wigginton (D) en 1977) |
| 46e congrès  | D : 3, R : 1                              | Horace Davis (R), Horace F. Page (R), Campbell P. Berry (D), Romualdo Pacheco (R) |
| 47e congrès  | D : 2, R : 2                              | William Starke Rosecrans (D), Horace F. Page (R), Campbell P. Berry (D), Romualdo Pacheco (R) |
| 48e congrès  | D : 6                                     | William Starke Rosecrans (D), James H. Budd (D), Barclay Henley (D), Pleasant B. Tully (D), John R. Glascock (D), Charles A. Sumner (D) |
| 49e congrès  | D : 1, R : 5                              | Barclay Henley (D), James A. Louttit (R), Joseph McKenna (R), William W. Morrow (R), Charles N. Felton (R), Henry H. Markham (R) |
| 50e congrès  | D : 2, R : 4                              | Thomas Larkin Thompson (D), Marion Biggs (D), Joseph McKenna (R), William W. Morrow (R), Charles N. Felton (R), William Vandever (R) |
| 51e congrès  | D : 2, R : 4                              | John J. De Haven (R) (remplacé par Thomas J. Geary (D) en 1891), Marion Biggs (D), Joseph McKenna (R), William W. Morrow (R), William Vandever (R), Thomas J. Clunie (D) |
| 52e congrès  | D : 2, R : 4                              | Thomas J. Geary (D), Anthony Caminetti (D), Joseph McKenna (R) (remplacé par Samuel G. Hilborn (R) en 1892), John T. Cutting (R), Eugene F. Loud (R), William W. Bowers (R) |
| 53e congrès  | D : 3, R : 3, Pop : 1                     | Eugene F. Loud (R), James G. Maguire (D), William W. Bowers (R), Thomas J. Geary (D), Anthony Caminetti (D), Samuel G. Hilborn (R) (remplacé par Warren B. English (D) en 1894), Marion Cannon (Pop) |
| 54e congrès  | D : 1, R : 6                              | Eugene F. Loud (R), James G. Maguire (D), William W. Bowers (R), Grove L. Johnson (R), Samuel G. Hilborn (R), James McLachlan (R), John All Barham (R) |
| 55e congrès  | D : 2, R : 3, Pop : 2                     | Eugene F. Loud (R), James G. Maguire (D), Samuel G. Hilborn (R), John All Barham (R), Charles A. Barlow (Pop), Curtis H. Castle (Pop), Marion De Vries (D) |
| 56e congrès  | D : 1, R : 6                              | Eugene F. Loud (R), John All Barham (R), Marion De Vries (D), Victor H. Metcalf (R)Julius Kahn (R), Russell J. Waters (R), Marion De Vries (D) (remplacé par Samuel D. Woods (R) en 1900) |
| 57e congrès  | R : 6                                     | Eugene F. Loud (R), Frank L. Coombs (R), Samuel D. Woods (R), Victor H. Metcalf (R), Julius Kahn (R), James McLachlan (R), James C. Needham (R) |
| 58e congrès  | D : 3, R : 5                              | James N. Gillett (R), Theodore A. Bell (D), Victor Metcalf (R), Edward J. Livernash (D), William J. Wynn (D), James C. Needham (R), James McLachlan (R), Milton J. Daniels (R) |
| 59e congrès  | R : 8                                     | James N. Gillett (R) (remplacé par William F. Englebright (R) en 1906), Duncan E. McKinlay (R), Joseph R. Knowland (R), Julius Kahn (R), Everis A. Hayes (R), James C. Needham (R), James McLachlan (R), Sylvester C. Smith (R) |
| 60e congrès  | R : 8                                     | William F. Englebright (R), Duncan E. McKinlay (R), Joseph R. Knowland (R), Julius Kahn (R), Everis A. Hayes (R), James C. Needham (R), James McLachlan (R), Sylvester C. Smith (R) |
| 61e congrès  | R : 8                                     | William F. Englebright (R), Duncan E. McKinlay (R), Joseph R. Knowland (R), Julius Kahn (R), Everis A. Hayes (R), James C. Needham (R), James McLachlan (R), Sylvester C. Smith (R) |
| 62e congrès  | D : 1, R : 7                              | John E. Raker (D), William Kent (Prog. R), Joseph R. Knowland (R), Julius Kahn (R), Everis A. Hayes (R), James C. Needham (R), William D. Stephens (R), Sylvester C. Smith (R) |
| 63e congrès  | D : 3, R : 7, Ind : 1                     | William Kent (I), John E. Raker (D), Charles F. Curry (R), Julius Kahn (R), John I. Nolan (R), Joseph R. Knowland (R), Denver S. Church (D), Everis A. Hayes (R), Charles W. Bell (Prog), William Stephens (Prog), William Kettner (D) |
| 64e congrès  | D : 3, R : 4, Ind : 1, Prog : 2, Proh : 1 | William Kent (I), John E. Raker (D), Charles F. Curry (R), Julius Kahn (R), John I. Nolan (R), John A. Elston (Prog), Denver S. Church (D), Everis A. Hayes (R), Charles H. Randall (Prohibitionniste), William Stephens (Prog) (remplacé par Henry S. Benedict en 1916), William Kettner (D) |
| 65e congrès  | D : 4, R : 5, Prog : 1, Proh : 1          | Clarence F. Lea (D), John E. Raker (D), Charles F. Curry (R), Julius Kahn (R), John I. Nolan (R), John A. Elston (Prog), Denver S. Church (D), Everis A. Hayes (R), Charles H. Randall (Proh), Henry Z. Osborne (R), William Kettner (D) |
| 66e congrès  | D : 4, R : 5, Prog : 1, Proh : 1          | Clarence F. Lea (D), John E. Raker (D), Charles F. Curry (R), Julius Kahn (R), John I. Nolan (R), John A. Elston (Prog), Henry E. Barbour (R), Hugh S. Hersman (D), Charles H. Randall (Prohibitionniste), Henry Z. Osborne (R), William Kettner (D) |
| 67e congrès  | D : 2, R : 9                              | Clarence F. Lea (D), John E. Raker (D), Charles F. Curry (R), Julius Kahn (R), John I. Nolan (R) (remplacé par Mae Nolan (R) en 1923, John A. Elston (R) (remplacé par James H. MacLafferty (R) en 1922, Henry E. Barbour (R), Arthur M. Free (R), Walter F. Lineberger (R) (à partir d'avril 1921), Henry Z. Osborne (R) (jusqu'en février 1923), Philip D. Swing (R) |
| 68e congrès  | D : 2, R : 9                              | Clarence F. Lea (D), John E. Raker (D), Charles F. Curry (R), Julius Kahn (R) (jusqu'en décembre 1924), Mae Nolan (R), James H. MacLafferty (R), Henry E. Barbour (R), Arthur M. Free (R), Walter F. Lineberger (R), John D. Fredericks (R) (à partir de mai 1923), Phil Swing (R) |
| 69e congrès  | D : 2, R : 9                              | Clarence F. Lea (D), John E. Raker (D) (remplacé par Harry Lane Englebright (R) en 1926), Charles F. Curry (R), Florence Prag Kahn (R), Lawrence J. Flaherty (R) (remplacé par Richard J. Welch (R) en 1926), Albert E. Carter (R), Henry E. Barbour (R), Arthur M. Free (R), Walter F. Lineberger (R), John D. Fredericks (R), Phil Swing (R) |
| 70e congrès  | D : 1, R : 10                             | Clarence F. Lea (D), Harry Lane Englebright (R), Charles F. Curry (R), Florence Prag Kahn (R), Richard J. Welch (R), Albert E. Carter (R), Henry E. Barbour (R), Arthur M. Free (R), William E. Evans (R), Joe Crail (R), Phil Swing (R) |
| 71e congrès  | D : 1, R : 10                             | Clarence F. Lea (D), Harry Lane Englebright (R), Charles F. Curry (R) (jusqu'en octobre 1930), Florence Prag Kahn (R), Richard J. Welch (R), Albert E. Carter (R), Henry E. Barbour (R), Arthur M. Free (R), William E. Evans (R), Joe Crail (R), Phil Swing (R) |
| 72e congrès  | D : 1, R : 10                             | Clarence F. Lea (D), Harry Lane Englebright (R), Charles F. Curry, Jr. (R), Florence P. Kahn (R), Richard J. Welch (R), Albert E. Carter (R), Henry E. Barbour (R), Arthur M. Free (R), William E. Evans (R), Joe Crail (R), Phil Swing (R) |
| 73e congrès  | D : 11, R : 9                             | Clarence F. Lea (D), Harry L. Englebright (R), Frank H. Buck (D), Florence P. Kahn (R), Richard J. Welch (R), Albert E. Carter (R), Ralph R. Eltse (R), John J. McGrath (D), Denver S. Church (D), Henry E. Stubbs (D), William E. Evans (R), John H. Hoeppel (D), Charles Kramer (D), Thomas F. Ford (D), William I. Traeger (R), John F. Dockweiler (D), Charles J. Colden (D), John H. Burke (D), Sam L. Collins (R), George Burnham (R) |
| 74e congrès  | D : 13, R : 7                             | Clarence F. Lea (D), Harry L. Englebright (R), Frank H. Buck (D), Florence P. Kahn (R), Richard J. Welch (R), Albert E. Carter (R), John H. Tolan (D), John J. McGrath (D), Bertrand W. Gearhart (R), Henry E. Stubbs (D), John S. McGroarty (D), John H. Hoeppel (D), Charles Kramer (D), Thomas F. Ford (D), John M. Costello (D), John F. Dockweiler (D), Charles J. Colden (D), Byron N. Scott (D), Sam L. Collins (R), George Burnham (R) |
| 75e congrès  | D : 15, R : 4, P : 1                      | Clarence F. Lea (D), Harry L. Englebright (R), Frank H. Buck (D), Franck R. Havenner (Prog.), Richard J. Welch (R), Albert E. Carter (R), John H. Tolan (D), John J. McGrath (D), Bertrand W. Gearhart (R), Henry E. Stubbs (D) (remplacé en février 1937 par Alfred J. Elliott (D)), John S. McGroarty (D), Jerry Voorhis (D), Charles Kramer (D), Thomas F. Ford (D), John M. Costello (D), John F. Dockweiler (D), Charles J. Colden (D) (remplacé en avril 1938 par Byron N. Scott (D)), Harry R. Sheppard (D), Edouard V. M. Izac (D) |
| 76e congrès  | D : 11, R : 8, P : 1                      | Clarence F. Lea (D), Harry L. Englebright (R), Frank H. Buck (D), Franck R. Havenner (Prog), Richard J. Welch (R), Albert E. Carter (R), John H. Tolan (D), Jack Z. Anderson (R), Bertrand W. Gearhart (R), Alfred J. Elliott (D), John Carl Hinshaw (R), Jerry Voorhis (D), Charles Kramer (D), Thomas F. Ford (D), John M. Costello (D), Leland M. Ford (R), Lee E. Geyer (D), Thomas M. Eaton (R) (jusqu'en septembre 1939), Harry R. Sheppard (D), Edouard V. M. Izac (D) |
| 77e congrès  | D : 11, R : 9                             | Clarence F. Lea (D), Harry Lane Englebright (R), Frank H. Buck (D) (jusqu'en septembre 1942), Thomas Rolph (R), Richard J. Welch (R), Albert E. Carter (R), John H. Tolan (D), Jack Z. Anderson (R), Bertrand W. Gearhart (R), Alfred J. Elliott (D), John Carl Hinshaw (R), Jerry Voorhis (D), Charles Kramer (D), Thomas F. Ford (D), John M. Costello (D), Leland M. Ford (R), Lee E. Geyer (D) (remplacé par Cecil R. King (D) en août 1942), William Ward Johnson (R), Harry R. Sheppard (D), Edouard Izac (D) |
| 78e congrès  | D : 11, R : 12                            | Clarence F. Lea (D), Harry L. Englebright (R) (remplacé par Clair Engle (D) en août 1943), J. Leroy Johnson (R), Thomas Rolph (R), Richard J. Welch (R), Albert E. Carter (R), John H. Tolan (D), Jack Z. Anderson (R), Bertrand W. Gearhart (R), Alfred J. Elliott (D), George E. Outland (D), Jerry Voorhis (D), C. Norris Poulson (R), Thomas F. Ford (D), John M. Costello (D), Will Rogers, Jr. (D) (jusqu'en mai 1944), Cecil R. King (D), William Ward Johnson (R), Chet Holifield (D), John Carl Hinshaw (R), Harry R. Sheppard (D), John J. Phillips (R), Edouard V. M. Izac (D) |
| 79e congrès  | D : 16, R : 7                             | Clarence F. Lea (D), Clair Engle (D), J. Leroy Johnson (R), Franck R. Havenner (D), Richard J. Welch (R), George P. Miller (D), John H. Tolan (D), Jack Z. Anderson (R), Bertrand W. Gearhart (R), Alfred J. Elliott (D), George E. Outland (D), Jerry Voorhis (D), Ned R. Healy (D), Helen G. Douglas (D), Gordon L. McDonough (R), Ellis E. Patterson (D), Cecil R. King (D), Clyde Doyle (D), Chet Holifield (D), John Carl Hinshaw (R), Harry R. Sheppard (D), John Joseph Phillips (R), Edouard V. M. Izac (D) |
| 80e congrès  | D : 9, R : 14                             | Clarence F. Lea (D), Clair Engle (D), J. Leroy Johnson (R), Franck R. Havenner (D), Richard J. Welch (R), George P. Miller (D), John J. Allen, Jr. (R), Jack Z. Anderson (R), Bertrand W. Gearhart (R), Alfred J. Elliott (D), Ernest K. Bramblett (R), Richard Nixon (R), C. Norris Poulson (R), Helen G. Douglas (D), Gordon L. McDonough (R), Donald L. Jackson (R), Cecil R. King (D), Willis W. Bradley (R), Chet Holifield (D), John Carl Hinshaw (R), Harry R. Sheppard (D), John Joseph Phillips (R), Charles K. Fletcher (R) |
| 81e congrès  | D : 10, R : 13                            | Hubert B. Scudder (R), Clair Engle (D), J. Leroy Johnson (R), Franck R. Havenner (D), Richard J. Welch (R) (remplacé par John F. Shelley (D) en novembre 1949), George P. Miller (D), John J. Allen, Jr. (R), Jack Z. Anderson (R), Cecil F. White (D), Thomas H. Werdel (R), Ernest K. Bramblett (R), Richard Nixon (R) (jusqu'en novembre 1950), C. Norris Poulson (R), Helen G. Douglas (D), Gordon L. McDonough (R), Donald L. Jackson (R), Cecil R. King (D), Clyde Doyle (D), Chet Holifield (D), John Carl Hinshaw (R), Harry R. Sheppard (D), John Joseph Phillips (R), Clinton D. McKinnon (D) |
| 82e congrès  | D : 10, R : 13                            | Hubert B. Scudder (R), Clair Engle (D), Justin L. Johnson (R), Franck R. Havenner (D), John F. Shelley (D), George P. Miller (D), John J. Allen, Jr. (R), Jack Z. Anderson (R), Allan O. Hunter (R), Thomas H. Werdel (R), Ernest K. Bramblett (R), Patrick J. Hillings (R), C. Norris Poulson (R), Samuel W. Yorty (D), Gordon L. McDonough (R), Donald L. Jackson (R), Cecil R. King (D), Clyde Doyle (D), Chet Holifield (D), John Carl Hinshaw (R), Harry R. Sheppard (D), John Joseph Phillips (R), Clinton D. McKinnon (D) |
| 83e congrès  | D : 11, R : 19                            | Hubert B. Scudder (R), Clair Engle (D), John E. Moss (D), William S. Mailliard (R), John F. Shelley (D), Robert Condon (D), John J. Allen, Jr. (R), George P. Miller (D), Jesse A. Younger (R), Charles S. Gubser (R), Justin L. Johnson (R), Allan O. Hunter (R), Ernest K. Bramblett (R), Harlan Hagen (D), Gordon L. McDonough (R), Donald L. Jackson (R), Cecil R. King (D), Craig Hosmer (R), Chet Holifield (D), John Carl Hinshaw (R), Edgar W. Hiestand (R), Joseph F. Holt (R), Clyde Doyle (D), C. Norris Poulson (R) (remplacé par Glenard P. Lipscomb (R) en novembre 1953), Patrick J. Hillings (R), Samuel W. Yorty (D), Harry R. Sheppard (D), James B. Utt (R), John J. Phillips (R), Bob Wilson (R) |
| 84e congrès  | D : 11, R : 19                            | Hubert B. Scudder (R), Clair Engle (D), John E. Moss (D), William S. Mailliard (R), John F. Shelley (D), John F. Baldwin, Jr. (R), John J. Allen, Jr. (R), George P. Miller (D), J. Arthur Younger (R), Charles S. Gubser (R), J. Leroy Johnson (R), Bernice F. Sisk (D), Charles M. Teague (R), Harlan Hagen (D), Gordon L. McDonough (R), Donald L. Jackson (R), Cecil R. King (D), Craig Hosmer (R), Chester E. Holifield (D), J. Carl Hinshaw (R) (jusqu'en août 1956), Edgar W. Hiestand (R), Joseph F. Holt (R), Clyde G. Doyle (D), Glenard P. Lipscomb (R), Patrick J. Hillings (R), James Roosevelt (D), Harry R. Sheppard (D), James B. Utt (R), John Phillips (R), Bob Wilson (R) |
| 85e congrès  | D : 13, R : 17                            | Hubert B. Scudder (R), Clair Engle (D), John E. Moss (D), William S. Mailliard (R), John F. Shelley (D), John F. Baldwin, Jr. (R), John J. Allen, Jr. (R), George P. Miller (D), Jesse A. Younger (R), Charles S. Gubser (R), John J. McFall (D), Bernice F. Sisk (D), Charles M. Teague (R), Harlan Hagen (D), Gordon L. McDonough (R), Donald L. Jackson (R), Cecil R. King (D), Craig Hosmer (R), Chet Holifield (D), H. Allen Smith (R), Edgar W. Hiestand (R), Joseph F. Holt (R), Clyde Doyle (D), Glenard P. Lipscomb (R), Patrick J. Hillings (R), James Roosevelt (D), Harry R. Sheppard (D), James B. Utt (R), Dalip Singh Saund (D), Bob Wilson (R) |
| 86e congrès  | D : 16, R : 14                            | Clement Woodnutt Miller (D), Harold T. Johnson (D), John E. Moss (D), William S. Mailliard (R), John F. Shelley (D), John F. Baldwin, Jr. (R), Jeffery Cohelan (D), George P. Miller (D), Jesse A. Younger (R), Charles S. Gubser (R), John J. McFall (D), Bernice F. Sisk (D), Charles M. Teague (R), Harlan Hagen (D), Gordon L. McDonough (R), Donald L. Jackson (R), Cecil R. King (D), Craig Hosmer (R), Chet Holifield (D), H. Allen Smith (R), Edgar W. Hiestand (R), Joseph F. Holt (R), Clyde Doyle (D), Glenard P. Lipscomb (R), George A. Kasem (D), James Roosevelt (D), Harry R. Sheppard (D), James B. Utt (R), Dalip Singh Saund (D), Bob Wilson (R) |
| 87e congrès  | D : 16, R : 14                            | Clement Woodnutt Miller (D) (jusqu'en octobre 1962), Harold T. Johnson (D), John E. Moss (D), William S. Mailliard (R), John F. Shelley (D), John F. Baldwin, Jr. (R), Jeffery Cohelan (D), George P. Miller (D), Jesse A. Younger (R), Charles S. Gubser (R), John J. McFall (D), Bernice F. Sisk (D), Charles M. Teague (R), Harlan Hagen (D), Gordon L. McDonough (R), Alphonzo E. Bell, Jr. (R), Cecil R. King (D), Craig Hosmer (R), Chet Holifield (D), H. Allen Smith (R), Edgar W. Hiestand (R), James C. Corman (D), Clyde Doyle (D), Glenard P. Lipscomb (R), John H. Rousselot (R), James Roosevelt (D), Harry R. Sheppard (D), James B. Utt (R), Dalip Singh Saund (D), Bob Wilson (R) |
| 88e congrès  | D : 24, R : 14                            | Donald H. Clausen (R) (à partir de janvier 1963), Harold T. Johnson (D), John E. Moss (D), Robert L. Leggett (D), John F. Shelley (D) (remplacé par Phillip Burton (D) en février 1964), William S. Mailliard (R), Jeffery Cohelan (D), George Paul Miller (D), Don Edwards (D), Charles Gubser (R), J. Arthur Younger (R), Burt L. Talcott (R), Charles M. Teague (R), John F. Baldwin, Jr. (R), John J. McFall (D), Bernice F. Sisk (D), Cecil R. King (D), Harlan Hagen (D), Chester E. Holifield (D), H. Allen Smith (R), Augustus F. Hawkins (D), James C. Corman (D), Clyde Doyle (D) (remplacé par Del M. Clawson (R) en juin 1963), Glenard P. Lipscomb (R), Ronald B. Cameron (D), James Roosevelt (D), Everett G. Burkhalter (D), Alphonzo E. Bell, Jr. (R), George Brown, Jr. (D), Edward R. Roybal (D), Charles H. Wilson (D), Craig Hosmer (R), Harry R. Sheppard (D), Richard T. Hanna (D), James B. Utt (R), Bob Wilson (R), Lionel Van Deerlin (D), Patrick M. Martin (R) |
| 89e congrès  | D : 23, R : 15                            | Donald H. Clausen (R), Harold T. Johnson (D), John E. Moss (D), Robert L. Leggett (D), Phillip Burton (D), William S. Mailliard (R), Jeffery Cohelan (D), George P. Miller (D), Don Edwards (D), Charles S. Gubser (R), J. Arthur Younger (R), Burt L. Talcott (R), Charles M. Teague (R), John F. Baldwin, Jr. (R) (remplacé par Jerome R. Waldie (D) en juin 1966), John J. McFall (D), Bernice F. Sisk (D), Cecil R. King (D), Harlan Hagen (D), Chester E. Holifield (D), H. Allen Smith (R), Augustus F. Hawkins (D), James C. Corman (D), Del M. Clawson (R), Glenard P. Lipscomb (R), Ronald B. Cameron (D), James Roosevelt (D) (remplacé par Thomas M. Rees (D) en décembre 1965), Edwin Reinecke (R), Alphonzo E. Bell, Jr. (R), George Brown, Jr. (D), Edward R. Roybal (D), Charles H. Wilson (D), Craig Hosmer (R), Kenneth W. Dyal (D), Richard T. Hanna (D), James B. Utt (R), Bob Wilson (R), Lionel Van Deerlin (D), John V. Tunney (D) |
| 90e congrès  | D : 22, R : 16                            | Donald H. Clausen (R), Harold T. Johnson (D), John E. Moss (D), Robert L. Leggett (D), Phillip Burton (D), William S. Mailliard (R), Jeffery Cohelan (D), George P. Miller (D), Don Edwards (D), Charles S. Gubser (R), J. Arthur Younger (R) (remplacé par Pete McCloskey (R) en décembre 1967), Burt L. Talcott (R), Charles M. Teague (R), Jerome R. Waldie (D), John J. McFall (D), Bernice F. Sisk (D), Cecil R. King (D), Bob Mathias (R), Chester E. Holifield (D), H. Allen Smith (R), Augustus F. Hawkins (D), James C. Corman (D), Del M. Clawson (R), Glenard P. Lipscomb (R), Charles E. Wiggins (R), Thomas M. Rees (D), Edwin Reinecke (R), Alphonzo E. Bell, Jr. (R), George Brown, Jr. (D), Edward R. Roybal (D), Charles H. Wilson (D), Craig Hosmer (R), Jerry Pettis (R), Richard T. Hanna (D), James B. Utt (R), Bob Wilson (R), Lionel Van Deerlin (D), John V. Tunney (D) |
| 91e congrès  | D : 21, R : 17                            | Donald H. Clausen (R), Harold T. Johnson (D), John E. Moss (D), Robert L. Leggett (D), Phillip Burton (D), William S. Mailliard (R), Jeffery Cohelan (D), George P. Miller (D), Don Edwards (D), Charles S. Gubser (R), Pete McCloskey (R), Burt L. Talcott (R), Charles M. Teague (R), Jerome R. Waldie (D), John J. McFall (D), Bernice F. Sisk (D), Glenn M. Anderson (D), Robert B. Mathias (R), Chester E. Holifield (D), H. Allen Smith (R), Augustus F. Hawkins (D), James C. Corman (D), Del M. Clawson (R), Glenard P. Lipscomb (R) (remplacé par John H. Rousselot (R) en juin 1970), Charles E. Wiggins (R), Thomas M. Rees (D), Edwin Reinecke (R) (remplacé par Barry Goldwater, Jr. (R) en août 1969), Alphonzo E. Bell, Jr. (R), George Brown, Jr. (D), Edward R. Roybal (D), Charles H. Wilson (D), Craig Hosmer (R), Jerry Pettis (R), Richard T. Hanna (D), James B. Utt (R) (remplacé par John G. Schmitz (R) en juin 1970), Bob Wilson (R), Lionel Van Deerlin (D), John V. Tunney (D) (jusqu'en janvier 1971) |
| 92e congrès  | D : 20, R : 18                            | Donald H. Clausen (R), Harold T. Johnson (D), John E. Moss (D), Robert L. Leggett (D), Phillip Burton (D), William S. Mailliard (R), Ronald V. Dellums (D), George P. Miller (D), W. Donlon Edwards (D), Charles S. Gubser (R), Pete McCloskey (R), Burt L. Talcott (R), Charles M. Teague (R), Jerome R. Waldie (D), John J. McFall (D), Bernice F. Sisk (D), Glenn M. Anderson (D), Bob Mathias (R), Chester E. Holifield (D), H. Allen Smith (R), Augustus F. Hawkins (D), James C. Corman (D), Del M. Clawson (R), John H. Rousselot (R), Charles E. Wiggins (R), Thomas M. Rees (D), Barry Goldwater, Jr. (R), Alphonzo E. Bell, Jr. (R), George E. Danielson (D), Edward R. Roybal (D), Charles H. Wilson (D), Craig Hosmer (R), Jerry Pettis (R), Richard T. Hanna (D), John G. Schmitz (R), Bob Wilson (R), Lionel Van Deerlin (D), Victor V. Veysey (R) |
| 93e congrès  | D : 23, R : 20                            | Donald H. Clausen (R), Harold T. Johnson (D), John E. Moss (D), Robert L. Leggett (D), Phillip Burton (D), William S. Mailliard (R) (remplacé par John L. Burton (D) en juin 1974), Ronald V. Dellums (D), Pete Stark (D), Don Edwards (D), Charles S. Gubser (R) (jusqu'en décembre 1974), Leo Ryan (D), Burt L. Talcott (R), Charles M. Teague (R) (remplacé par Robert J. Lagomarsino en mars 1974), Jerome R. Waldie (D), John J. McFall (D), Bernice F. Sisk (D), Paul N. McCloskey, Jr. (R), Bob Mathias (R), Chester E. Holifield (D) (jusqu'en décembre 1974), Carlos J. Moorhead (R), Augustus F. Hawkins (D), James C. Corman (D), Del M. Clawson (R), John H. Rousselot (R), Charles E. Wiggins (R), Thomas M. Rees (D), Barry Goldwater, Jr. (R), Alphonzo E. Bell, Jr. (R), George E. Danielson (D), Edward R. Roybal (D), Charles H. Wilson (D), Craig Hosmer (R) (jusqu'en décembre 1974), Jerry L. Pettis (R), Richard T. Hanna (D) (jusqu'en décembre 1974), Glenn M. Anderson (D), William M. Ketchum (R), Yvonne B. Burke (D), George Brown, Jr. (D), Andrew J. Hinshaw (R), Bob Wilson (R), Lionel Van Deerlin (D), Clair W. Burgener (R), Victor V. Veysey (R)                              |
| 94e congrès  | D : 28, R : 15                            | Harold T. Johnson (D), Donald H. Clausen (R), John E. Moss (D), Robert L. Leggett (D), John L. Burton (D), Phillip Burton (D), George Miller (D), Ronald V. Dellums (D), Pete Stark (D), Don Edwards (D), Leo Ryan (D), Paul N. McCloskey, Jr. (R), Norman Mineta (D), John J. McFall (D), B. F. Sisk (D), Burt L. Talcott (R), John Hans Krebs (D), William M. Ketchum (R), Robert J. Lagomarsino (R), Barry Goldwater, Jr. (R), James C. Corman (D), Carlos J. Moorhead (R), Thomas M. Rees (D), Henry Waxman (D), Edward R. Roybal (D), John H. Rousselot (R), Alphonzo E. Bell, Jr. (R), Yvonne B. Burke (D), Augustus F. Hawkins (D), George E. Danielson (D), Charles H. Wilson (D), Glenn M. Anderson (D), Del M. Clawson (R), Mark W. Hannaford (D), James F. Lloyd (D), George Brown, Jr. (D), Jerry Lyle Pettis (R) (remplacé par Shirley Neil Pettis (R) en 1975), Jerry M. Patterson (D), Charles E. Wiggins (R), Andrew J. Hinshaw (R), Bob Wilson (R), Lionel Van Deerlin (D), Clair W. Burgener (R) |
| 95e congrès  | D : 29, R : 14                            | Harold T. Johnson (D), Donald H. Clausen (R), John E. Moss (D) (jusqu'en décembre 1978), Robert L. Leggett (D), John L. Burton (D), Phillip Burton (D), George Miller (D), Ronald V. Dellums (D), Pete Stark (D), Don Edwards (D), Leo Ryan (D), (jusqu'en novembre 1978), Paul N. McCloskey, Jr. (R), Norman Mineta (D), John J. McFall (D) (jusqu'en décembre 1978), B. F. Sisk (D), Leon Panetta (D), John Hans Krebs (D), William M. Ketchum (R) (jusqu'en juin 1978), Robert J. Lagomarsino (R), Barry Goldwater, Jr. (R), James C. Corman (D), Carlos J. Moorhead (R), Anthony C. Beilenson (D), Henry Waxman (D), Edward R. Roybal (D), John H. Rousselot (R), Robert K. Dornan (R), Yvonne B. Burke (D), Augustus F. Hawkins (D), George E. Danielson (D), Charles H. Wilson (D), Glenn M. Anderson (D), Del M. Clawson (R) (jusqu'en décembre 1978), Mark W. Hannaford (D), James F. Lloyd (D), George Brown, Jr. (D), Shirley Neil Pettis (R), Jerry M. Patterson (D), Charles E. Wiggins (R), Robert E. Badham (R), Bob Wilson (R), Lionel Van Deerlin (D), Clair W. Burgener (R) |
| 96e congrès  | D : 26, R : 17                            | Harold T. Johnson (D), Don H. Clausen (R), Robert T. Matsui (D), Vic Fazio (D), John L. Burton (D), Phillip Burton (D), George Miller (D), Ronald V. Dellums (D), Pete Stark (D), Don Edwards (D), William Royer (R) (à partir d'avril 1979), Paul N. McCloskey, Jr. (R), Norman Y. Mineta (D), Norman D. Shumway (R), Tony Coelho (D), Leon Panetta (D), Chip Pashayan (R), William M. Thomas (R), Robert J. Lagomarsino (R), Barry Goldwater, Jr. (R), James C. Corman (D), Carlos J. Moorhead (R), Anthony C. Beilenson (D), Henry A. Waxman (D), Edward R. Roybal (D), John H. Rousselot (R), Bob Dornan (R), Julian C. Dixon (D), Augustus F. Hawkins (D), George Elmore Danielson (D), Charles H. Wilson (D), Glenn M. Anderson (D), Wayne R. Grisham (R), Daniel E. Lungren (R), James F. Lloyd (D), George Brown, Jr. (D), Jerry Lewis (R), Jerry M. Patterson (D), William E. Dannemeyer (R), Robert E. Badham (R), Bob Wilson (R), Lionel Van Deerlin (D), Clair Burgener (R) |
| 97e congrès  | D : 22, R : 21                            | Eugene A. Chappie (R), Don H. Clausen (R), Robert T. Matsui (D), Vic Fazio (D), John L. Burton (D), Phillip Burton (D), George Miller (D), Ronald V. Dellums (D), Pete Stark (D), Don Edwards (D), Tom Lantos (D), Paul N. McCloskey, Jr. (R), Norman Y. Mineta (D), Norman D. Shumway (R), Tony Coelho (D), Leon Panetta (D), Chip Pashayan (R), William M. Thomas (R), Robert J. Lagomarsino (R), Barry M. Goldwater, Jr. (R), Bobbi Fiedler (R), Carlos J. Moorhead (R), Anthony C. Beilenson (D), Henry A. Waxman (D), Edward R. Roybal (D), John H. Rousselot (R), Bob Dornan (R), Julian C. Dixon (D), Augustus F. Hawkins (D), George Elmore Danielson (D) (remplacé par Matthew G. Martínez en juillet 1982), Mervyn M. Dymally (D), Glenn M. Anderson (D), Wayne R. Grisham (R), Daniel E. Lungren (R), David Dreier (R), George Brown, Jr. (D), Jerry Lewis (R), Jerry M. Patterson (D), William E. Dannemeyer (R), Robert E. Badham (R), Bill Lowery (R), Duncan Hunter (R), Clair Burgener (R) |
| 98e congrès  | D : 28, R : 17                            | Douglas H. Bosco (D), Eugene A. Chappie (R), Robert T. Matsui (D), Vic Fazio (D), Phillip Burton (D) (par remplacé par Sala Burton (D) en juin 1983), Barbara Boxer (D), George Miller (D), Ronald V. Dellums (D), Pete Stark (D), Don Edwards (D), Tom Lantos (D), Ed Zschau (R), Norman Y. Mineta (D), Norman D. Shumway (R), Tony Coelho (D), Leon Panetta (D), Chip Pashayan (R), Richard H. Lehman (D), Robert J. Lagomarsino (R), Bill Thomas (R), Bobbi Fiedler (R), Carlos J. Moorhead (R), Anthony C. Beilenson (D), Henry A. Waxman (D), Edward R. Roybal (D), Howard L. Berman (D), Mel Levine (D), Julian C. Dixon (D), Augustus F. Hawkins (D), Matthew G. Martinez (D), Mervyn M. Dymally (D), Glenn M. Anderson (D), David Dreier (R), Esteban E. Torres (D), Jerry Lewis (R), George Brown, Jr. (D), Al McCandless (R), Jerry M. Patterson (D), William E. Dannemeyer (R), Robert E. Badham (R), Bill Lowery (R) Dan Lungren (R), Ron Packard (R), Jim Bates (D), Duncan Hunter (R) |
| 99e congrès  | D : 27, R : 18                            | Douglas H. Bosco (D), Eugene A. Chappie (R), Robert T. Matsui (D), Vic Fazio (D), Sala Burton (D), Barbara Boxer (D), George Miller (D), Ronald V. Dellums (D), Pete Stark (D), Don Edwards (D), Tom Lantos (D), Ed Zschau (R), Norman Y. Mineta (D), Norman D. Shumway (R), Tony Coelho (D), Leon Panetta (D), Charles Pashayan (R), Richard H. Lehman (D), Robert J. Lagomarsino (R), Bill Thomas (R), Bobbi Fiedler (R), Carlos J. Moorhead (R), Anthony C. Beilenson (D), Henry A. Waxman (D), Edward R. Roybal (D), Howard L. Berman (D), Mel Levine (D), Julian C. Dixon (D), Augustus F. Hawkins (D), Matthew G. Martinez (D), Mervyn M. Dymally (D), Glenn M. Anderson (D), David Dreier (R), Esteban E. Torres (D), Jerry Lewis (R), George Brown, Jr. (D), Al McCandless (R), Bob Dornan (R), William E. Dannemeyer (R), Robert E. Badham (R), Bill Lowery (R), Dan Lungren (R), Ron Packard (R), Jim Bates (D), Duncan Hunter (R) |
| 100e congrès | D : 27, R : 18                            | Douglas H. Bosco (D), Wally Herger (R), Robert T. Matsui (D), Vic Fazio (D), Sala Burton (D) (remplacé par Nancy Pelosi (D) en juin 1987), Barbara Boxer (D), George Miller (D), Ronald V. Dellums (D), Pete Stark (D), Don Edwards (D), Tom Lantos (D), Ernie Konnyu (R), Norman Y. Mineta (D), Norman D. Shumway (R), Tony Coelho (D), Leon Panetta (D), Chip Pashayan (R), Richard H. Lehman (D), Robert J. Lagomarsino (R), Bill Thomas (R), Elton Gallegly (R), Carlos J. Moorhead (R), Anthony C. Beilenson (D), Henry A. Waxman (D), Edward R. Roybal (D), Howard L. Berman (D), Mel Levine (D), Julian C. Dixon (D), Augustus F. Hawkins (D), Matthew G. Martinez (D), Mervyn M. Dymally (D), Glenn M. Anderson (D), David Dreier (R), Esteban E. Torres (D), Jerry Lewis (R), George Brown, Jr. (D), Al McCandless (R), Bob Dornan (R), William E. Dannemeyer (R), Robert E. Badham (R), Bill Lowery (R), Dan Lungren (R), Ron Packard (R), Jim Bates (D), Duncan Hunter (R) |
| 101e congrès | D : 27, R : 18                            | Douglas H. Bosco (D), Wally Herger (R), Robert T. Matsui (D), Vic Fazio (D), Nancy Pelosi (D), Barbara Boxer (D), George Miller (D), Ronald V. Dellums (D), Pete Stark (D), Don Edwards (D), Tom Lantos (D), Tom Campbell (R), Norman Y. Mineta (D), Norman D. Shumway (R), Tony Coelho (D) (remplacé par Gary Condit (D) en septembre 1989), Leon Panetta (D), Chip Pashayan (R), Richard H. Lehman (D), Robert J. Lagomarsino (R), Bill Thomas (R), Elton Gallegly (R), Carlos J. Moorhead (R), Anthony C. Beilenson (D), Henry A. Waxman (D), Edward R. Roybal (D), Howard L. Berman (D), Mel Levine (D), Julian C. Dixon (D), Augustus F. Hawkins (D), Matthew G. Martinez (D), Mervyn M. Dymally (D), Glenn M. Anderson (D), David Dreier (R), Esteban E. Torres (D), Jerry Lewis (R), George Brown, Jr. (D), Al McCandless (R), Bob Dornan (R), William E. Dannemeyer (R), Christopher Cox (R), Bill Lowery (R), Dana Rohrabacher (R), Ron Packard (R), Jim Bates (D), Duncan Hunter (R) |
| 102e congrès | D : 26, R : 19                            | Frank Riggs (R), Wally Herger (R), Robert T. Matsui (D), Vic Fazio (D), Nancy Pelosi (D), Barbara Boxer (D), George Miller (D), Ronald V. Dellums (D), Pete Stark (D), Don Edwards (D), Tom Lantos (D), Tom Campbell (R), Norman Y. Mineta (D), John T. Doolittle (R), Gary Condit (D), Leon Panetta (D), Calvin Dooley (D), Richard H. Lehman (D), Robert J. Lagomarsino (R), Bill Thomas (R), Elton Gallegly (R), Carlos J. Moorhead (R), Anthony C. Beilenson (D), Henry A. Waxman (D), Edward R. Roybal (D), Howard L. Berman (D), Mel Levine (D), Julian C. Dixon (D), Maxine Waters (D), Matthew G. Martinez (D), Mervyn M. Dymally (D), Glenn M. Anderson (D), David Dreier (R), Esteban E. Torres (D), Jerry Lewis (R), George Brown, Jr. (D), Al McCandless (R), Bob Dornan (R), William E. Dannemeyer (R), Christopher Cox (R), Bill Lowery (R), Dana Rohrabacher (R), Ron Packard (R), Randy Cunningham (R), Duncan Hunter (R) |
| 103e congrès | D : 29, R : 22                            | Dan Hamburg (D), Wally Herger (R), Vic Fazio (D), John T. Doolittle (R), Robert T. Matsui (D), Lynn C. Woolsey (D), George Miller (D), Nancy Pelosi (D), Ronald V. Dellums (D), Bill Baker (R), Richard W. Pombo (R), Tom Lantos (D), Pete Stark (D), Anna G. Eshoo (D), Norman Y. Mineta (D), Don Edwards (D), Leon Panetta (D) (remplacé par Sam Farr (D) en juin 1993), Gary A. Condit (D), Richard H. Lehman (D), Calvin M. Dooley (D), William M. Thomas (R), Michael Huffington (R), Elton Gallegly (R), Anthony C. Beilenson (D), Howard McKeon (R), Howard L. Berman (D), Carlos J. Moorhead (R), David Dreier (R), Henry A. Waxman (D), Xavier Becerra (D), Matthew G. Martinez (D), Julian C. Dixon (D), Lucille Roybal-Allard (D), Esteban Edward Torres (D), Maxine Waters (D), Jane Harman (D), Walter R. Tucker III (D), Stephen Horn (R), Edward R. Royce (R), Jerry Lewis (R), Jay Kim (R), George Brown, Jr. (D), Ken Calvert (R), Al McCandless (R), Dana Rohrabacher (R), Bob Dornan (R), Christopher Cox (R), Ron Packard (R), Lynn Schenk (D), Bob Filner (D), Duke Cunningham (R), Duncan Hunter (R)                                                                                       |
| 104e congrès | D : 27, R : 25                            | Frank Riggs (R), Wally Herger (R), Vic Fazio (D), John T. Doolittle (R), Robert T. Matsui (D), Lynn C. Woolsey (D), George Miller (D), Nancy Pelosi (D), Ronald V. Dellums (D), Bill Baker (R), Richard W. Pombo (R), Tom Lantos (D), Fortney Pete Stark (D), Anna G. Eshoo (D), Norman Y. Mineta (D) (remplacé par Tom Campbell (R) en décembre 1995), Zoe Lofgren (D), Sam Farr (D), Gary A. Condit (D), George Radanovich (R), Calvin M. Dooley (D), William M. Thomas (R), Andrea Seastrand (R), Elton Gallegly (R), Anthony C. Beilenson (D), Howard P. (Buck) McKeon (R), Howard L. Berman (D), Carlos J. Moorhead (R), David Dreier (R), Henry A. Waxman (D), Xavier Becerra (D), Matthew G. Martinez (D), Julian C. Dixon (D), Lucille Roybal-Allard (D), Esteban Edward Torres (D), Maxine Waters (D), Jane Harman (D), Walter R. Tucker III (D) (remplacé par Juanita Millender-McDonald (D) en mars 1996), Stephen Horn (R), Edward R. Royce (R), Jerry Lewis (R), Jay Kim (R), George Brown, Jr. (D), Ken Calvert (R), Sonny Bono (R), Dana Rohrabacher (R), Bob Dornan (R), Christopher Cox (R), Ron Packard (R), Brian Bilbray (R), Bob Filner (D), Randy (Duke) Cunningham (R), Duncan Hunter (R) |
| 105e congrès | D : 29, R : 23                            | Frank Riggs (R), Wally Herger (R), Vic Fazio (D), John Doolittle (R), Robert Matsui (D), Lynn Woolsey (D), George Miller (D), Nancy Pelosi (D), Ron Dellums (D) (remplacé par Barbara Lee (D) en avril 1998), Ellen Tauscher (D), Richard Pombo (R), Tom Lantos (D), Pete Stark (D), Anna Eshoo (D), Tom Campbell (R), Zoe Lofgren (D), Sam Farr (D), Gary Condit (D), George Radanovich (R), Cal Dooley (D), Bill Thomas (R), Walter Capps (D) (remplacé par Lois Capps (D) en mars 1998), Elton Gallegly (R), Brad Sherman (D), Howard McKeon (R), Howard Berman (D), James E. Rogan (R), David Dreier (R), Henry Waxman (D), Xavier Becerra (D), Matthew G. Martinez (D), Julian C. Dixon (D), Lucille Roybal-Allard (D), Esteban Edward Torres (D), Maxine Waters (D), Jane Harman (D), Juanita Millender-McDonald (D), Steve Horn (R), Ed Royce (R), Jerry Lewis (R), Jay Kim (R), George Brown, Jr. (D), Ken Calvert (R), Sonny Bono (R) (remplacé par Mary Bono (R) en avril 1998), Dana Rohrabacher (R), Loretta Sánchez (D), Christopher Cox (R), Ron Packard (R), Brian Bilbray (R), Bob Filner (D), Randy Cunningham (R), Duncan Hunter (R)                                                           |
| 106e congrès | D : 28, R : 24                            | Mike Thompson (D), Wally Herger (R), Doug Ose (R), John Doolittle (R), Robert Matsui (D), Lynn Woolsey (D), George Miller (D), Nancy Pelosi (D), Barbara Lee (D), Ellen Tauscher (D), Richard Pombo (R), Tom Lantos (D), Pete Stark (D), Anna Eshoo (D), Tom Campbell (R), Zoe Lofgren (D), Sam Farr (D), Gary Condit (D), George Radanovich (R), Cal Dooley (D), Bill Thomas (R), Lois Capps (D), Elton Gallegly (R), Brad Sherman (D), Howard McKeon (R), Howard Berman (D), James E. Rogan (R), David Dreier (R), Henry Waxman (D), Xavier Becerra (D), Matthew G. Martinez (D, puis R en juillet 2000), Julian C. Dixon (D) (jusqu'en décembre 2000), Lucille Roybal-Allard (D), Grace Napolitano (D), Maxine Waters (D), Steven Kuykendall (R), Juanita Millender-McDonald (D), Steve Horn (R), Ed Royce (R), Jerry Lewis (R), Gary Miller (R), George Brown, Jr. (D) (remplacé par Joe Baca (D) en novembre 1999), Ken Calvert (R), Mary Bono (R), Dana Rohrabacher (R), Loretta Sánchez (D), Christopher Cox (R), Ron Packard (R), Brian Bilbray (R), Bob Filner (D), Randy Cunningham (R), Duncan Hunter (R)                                                                                             |
| 107e congrès | D : 28, R : 24                            | Mike Thompson (D), Wally Herger (R), Doug Ose (R), John Doolittle (R), Robert Matsui (D), Lynn Woolsey (D), George Miller (D), Nancy Pelosi (D), Barbara Lee (D), Ellen Tauscher (D), Richard Pombo (R), Tom Lantos (D), Pete Stark (D), Anna Eshoo (D), Mike Honda (D), Zoe Lofgren (D), Sam Farr (D), Gary Condit (D), George Radanovich (R), Cal Dooley (D), Bill Thomas (R), Lois Capps (D), Elton Gallegly (R), Brad Sherman (D), Howard McKeon (R), Howard Berman (D), Adam Schiff (D), David Dreier (R), Henry Waxman (D), Xavier Becerra (D), Hilda Solis (D), Diane Watson (D) (à partir de juin 2001), Lucille Roybal-Allard (D), Grace Napolitano (D), Maxine Waters (D), Jane Harman (D), Juanita Millender-McDonald (D), Steve Horn (R), Ed Royce (R), Jerry Lewis (R), Gary Miller (R), Joe Baca (D), Ken Calvert (R), Mary Bono (R), Dana Rohrabacher (R), Loretta Sánchez (D), Christopher Cox (R), Darrell Issa (R), Susan Davis (D), Bob Filner (D), Duke Cunningham (R), Duncan Hunter (R) |
| 108e congrès | D : 32, R : 20                            | Mike ThompsonMike Thompson (D), Wally Herger (R), Doug Ose (R), John Doolittle (R), Robert Matsui (D) (jusqu'en janvier 2005), Lynn Woolsey (D), George Miller (D), Nancy Pelosi (D), Barbara Lee (D), Ellen Tauscher (D), Richard Pombo (R), Tom Lantos (D), Pete Stark (D), Anna Eshoo (D), Mike Honda (D), Zoe Lofgren (D), Sam Farr (D), Dennis Cardoza (D), George Radanovich (R), Cal Dooley (D), Devin Nunes (R), Bill Thomas (R), Lois Capps (D), Elton Gallegly (R), Howard McKeon (R), David Dreier (R), Brad Sherman (D), Howard Berman (D), Adam Schiff (D), Henry Waxman (D), Xavier Becerra (D), Hilda Solis (D), Diane Watson (D), Lucille Roybal-Allard (D), Maxine Waters (D), Jane Harman (D), Juanita Millender-McDonald (D), Grace Napolitano (D), Linda Sánchez (D), Edward R. Royce (R), Jerry Lewis (R), Gary Miller (R), Joe Baca (D), Ken Calvert (R), Mary Bono (R), Dana Rohrabacher (R), Loretta Sánchez (D), Christopher Cox (R), Darrell Issa (R), Randy "Duke" Cunningham (R), Bob Filner (D), Duncan Hunter (R), Susan Davis (D) |
| 109e congrès | D : 33, R : 20                            | Mike Thompson (D), Wally Herger (R), Dan Lungren (R), John Doolittle (R), Doris Matsui (à partir de mars 2005), Lynn Woolsey (D), George Miller (D), Nancy Pelosi (D), Barbara Lee (D), Ellen Tauscher (D), Richard Pombo (R), Tom Lantos (D), Pete Stark (D), Anna Eshoo (D), Mike Honda (D), Zoe Lofgren (D), Sam Farr (D), Dennis Cardoza (D), George Radanovich (R), Jim Costa (D), Devin Nunes (R), Bill Thomas (R), Lois Capps (D), Elton Gallegly (R), Howard McKeon (R), David Dreier (R), Brad Sherman (D), Howard Berman (D), Adam Schiff (D), Henry Waxman (D), Xavier Becerra (D), Hilda Solis (D), Diane Watson (D), Lucille Roybal-Allard (D), Maxine Waters (D), Jane Harman (D), Juanita Millender-McDonald (D), Grace Napolitano (D), Linda Sánchez (D), Edward R. Royce (R), Jerry Lewis (R), Gary Miller (R), Joe Baca (D), Ken Calvert (R), Mary Bono (R), Dana Rohrabacher (R), Loretta Sánchez (D), Christopher Cox (R) (remplacé par John B. T. Campbell III (R) en 2005), Darrell Issa (R), Randy "Duke" Cunningham (R) (remplacé en 2005 par Brian Bilbray (R)), Bob Filner (D), Duncan Hunter (R), Susan Davis (D)                                                                     |
| 110e congrès | D : 34, R : 19                            | Mike Thompson (D), Wally Herger (R), Dan Lungren (R), John Doolittle (R), Doris Matsui (D), Lynn Woolsey (D), George Miller (D), Nancy Pelosi (D), Barbara Lee (D), Ellen Tauscher (D), Jerry McNerney (D), Tom Lantos (D) (remplacé par Jackie Speier en 2008), Pete Stark (D), Anna Eshoo (D), Mike Honda (D), Zoe Lofgren (D), Sam Farr (D), Dennis Cardoza (D), George Radanovich (R), Jim Costa (D), Devin Nunes (R), Kevin McCarthy (R), Lois Capps (D), Elton Gallegly (R), Howard McKeon (R), David Dreier (R), Brad Sherman (D), Howard Berman (D), Adam Schiff (D), Henry Waxman (D), Xavier Becerra (D), Hilda Solis (D), Diane Watson (D), Lucille Roybal-Allard (D), Maxine Waters (D), Jane Harman (D), Juanita Millender-McDonald (D) (remplacée par Laura Richardson en 2007), Grace Napolitano (D), Linda Sánchez (D), Edward R. Royce (R), Jerry Lewis (R), Gary Miller (R), Joe Baca (D), Ken Calvert (R), Mary Bono (R), Dana Rohrabacher (R), Loretta Sánchez (D), John B. T. Campbell III (R), Darrell Issa (R), Brian Bilbray (R), Bob Filner (D), Duncan Hunter (R), Susan Davis (D) |
| 111e congrès | D : 34, R : 19                            | Mike Thompson (D), Wally Herger (R), Dan Lungren (R), Tom McClintock (R), Doris Matsui (D), . Lynn Woolsey (D), George Miller (D), Nancy Pelosi (D), Barbara Lee (D), Ellen Tauscher (D) (remplacé par John Garamendi (D) en 2009), Jerry McNerney (D), Jackie Speier (D), Pete Stark (D), Anna Eshoo (D), Mike Honda (D), Zoe Lofgren (D), Sam Farr (D), Dennis Cardoza (D), George Radanovich (R), Jim Costa (D), Devin Nunes (R), Kevin McCarthy (R), Lois Capps (D), Elton Gallegly (R), Howard McKeon (R), David Dreier (R), Brad Sherman (D), Howard Berman (D), Adam Schiff (D), Henry Waxman (D), Xavier Becerra (D), Hilda Solis (D) (remplacé par Judy Chu (D) en 2009), Diane Watson (D), Lucille Roybal-Allard (D), Maxine Waters (D), Jane Harman (D), Laura Richardson (D), Grace Napolitano (D), Linda Sánchez (D), Ed Royce (R), Jerry Lewis (R), Gary Miller (R), Joe Baca (D), Ken Calvert (R), Mary Bono Mack (R), Dana Rohrabacher (R), Loretta Sánchez (D), John B. T. Campbell III (R), Darrell Issa (R), Brian Bilbray (R), Bob Filner (D), Duncan Hunter (R), Susan Davis (D) |
| 112e congrès | D : 34, R : 19                            | Mike Thompson (D), Wally Herger (R), Dan Lungren (R), Tom McClintock (R), Doris Matsui (D), Lynn Woolsey (D), George Miller (D), Nancy Pelosi (D), Barbara Lee (D), John Garamendi (D), Jerry McNerney (D), Jackie Speier (D), Pete Stark (D), Anna Eshoo (D), Mike Honda (D), Zoe Lofgren (D), Sam Farr (D), Dennis Cardoza (D) (jusqu'en 2012), Jeff Denham (R), Jim Costa (D), Devin Nunes (R), Kevin McCarthy (R), Lois Capps (D), Elton Gallegly (R), Howard McKeon (R), David Dreier (R), Brad Sherman (D), Howard Berman (D), Adam Schiff (D), Henry Waxman (D), Xavier Becerra (D), Judy Chu (D), Karen Bass (D), Lucille Roybal-Allard (D), Maxine Waters (D), Jane Harman (D) (remplacée par Janice Hahn (D) en 2011), Laura Richardson (D), Grace Napolitano (D), Linda Sanchez (D), Ed Royce (R), Jerry Lewis (R), Gary Miller (R), Joe Baca (D), Ken Calvert (R), Mary Bono Mack (R), Dana Rohrabacher (R), Loretta Sánchez (D), John B. T. Campbell III (R), Darrell Issa (R), Brian Bilbray (R), Bob Filner (D) (jusqu'en 2012), Duncan D. Hunter (R), Susan Davis (D) |
| 113e congrès | D : 38, R : 15                            | Doug LaMalfa (R), Jared Huffman (D), John Garamendi (D), Tom McClintock (R), Mike Thompson (D), Doris Matsui (D), Ami Bera (D), Paul Cook (R), Jerry McNerney (D), Jeff Denham (R), George Miller (D), Nancy Pelosi (D), Barbara Lee (D), Jackie Speier (D), Eric Swalwell (D), Jim Costa (D), Mike Honda (D), Anna Eshoo (D), Zoe Lofgren (D), Sam Farr (D), David Valadao (R), Devin Nunes (R), Kevin McCarthy (R), Lois Capps (D), Buck McKeon (R), Julia Brownley (D), Judy Chu (D), Adam Schiff (D), Tony Cárdenas (D), Brad Sherman (D), Gary Miller (R), Grace Napolitano (D), Henry Waxman (D), Xavier Becerra (D), Gloria Negrete McLeod (D), Raul Ruiz (D), Karen Bass (D), Linda Sánchez (D), Ed Royce (R), Lucille Roybal-Allard (D), Mark Takano (D), Ken Calvert (R), Maxine Waters (D), Janice Hahn (D), John B. T. Campbell III (R), Loretta Sánchez (D), Alan Lowenthal (D), Dana Rohrabacher (R), Darrell Issa (R), Duncan D. Hunter (R), Juan Vargas (D), Scott Peters (D), Susan Davis (D) |
| 114e congrès | D : 39, R : 14                            | Doug LaMalfa (R), Jared Huffman (D), John Garamendi (D), Tom McClintock (R), Mike Thompson (D), Doris Matsui (D), Ami Bera (D), Paul Cook (R), Jerry McNerney (D), Jeff Denham (R), Mark DeSaulnier (D), Nancy Pelosi (D), Barbara Lee (D), Jackie Speier (D), Eric Swalwell (D), Jim Costa (D), Mike Honda (D), Anna Eshoo (D), Zoe Lofgren (D), Sam Farr (D), David Valadao (R), Devin Nunes (R), Kevin McCarthy (R), Lois Capps (D), Steve Knight (R), Julia Brownley (D), Judy Chu (D), Adam Schiff (D), Tony Cárdenas (D), Brad Sherman (D), Pete Aguilar (D), Grace Napolitano (D), Ted Lieu (D), Xavier Becerra (D) (remplacé par Jimmy Gomez (D), Norma Torres (D), Raul Ruiz (D), Karen Bass (D), Linda Sánchez (D), Ed Royce (R), Lucille Roybal-Allard (D), Mark Takano (D), Ken Calvert (R), Maxine Waters (D), Janice Hahn (D), Mimi Walters (R), Loretta Sánchez (D), Alan Lowenthal (D), Dana Rohrabacher (R), Darrell Issa (R), Duncan D. Hunter (R), Juan Vargas (D), Scott Peters (D), Susan Davis (D) |

## Premières
- Romualdo Pacheco est le premier Latino de l'État à être élu au Congrès (Chambre des représentants) en 1877.
- Mae Nolan est la première femme de l'État à être élue au Congrès (Chambre des représentants) en 1923.
- Will Rogers Jr. est le premier Amérindien (Cherokee) de l'État à être élu au Congrès (Chambre des représentants) en 1943.
- Dalip Singh Saund est le premier Asio-Américain, le premier Indo-Américain et le premier Sikh à être élu au Congrès (Chambre des représentants) en 1957.
- Augustus F. Hawkins est le premier Afro-Américain de l'État à être élu au Congrès (Chambre des représentants) en 1963.
- Yvonne Brathwaite Burke est la première Afro-Américaine de l'État à être élue au Congrès (Chambre des représentants) en 1973.
- Lucille Roybal-Allard est la première Latina de l'État et la première femme mexico-américaine du pays à être élue au Congrès (Chambre des représentants) en 1993.
- Doris Matsui est la première femme asio-américaine à être élue au Congrès (Chambre des représentants) en 2005.
- Judy Chu est la première femme sino-américaine à être élue au Congrès (Chambre des représentants) en 2009.